# Bathynatalia gilchristi
Bathynatalia gilchristi är en kräftdjursart som beskrevs av Barnard 1957. Bathynatalia gilchristi ingår i släktet Bathynatalia och familjen Bathynataliidae. Inga underarter finns listade i Catalogue of Life.